# Edmond-Gustave Camus
Pour les articles homonymes, voir Camus.
Edmond-Gustave Camus (15 août 1852 - 22 août 1915) est un pharmacien et botaniste français. Il est vice-président de la Société botanique de France et fonde la Société pour l'étude de la flore française en 1894. Avec l'aide de sa fille et collaboratrice Aimée Antoinette Camus, il est connu pour ses multiples travaux sur les orchidées, les flores sauvages et les flores exotiques. Il est aussi le père de l'artiste-peintre néo-impressionniste dans le courant pointilliste Blanche-Augustine Camus.

## Biographie

### Enfance et formation
Edmond-Gustave Camus naît le 15 août 1852 à Paris, dans une famille aisée qui s'installe à l'Isle-Adam, dans l'Oise. Dès son enfance, il est captivé par les nombreuses espèces d'orchidées qu'il observe dans la région, si bien qu'il les collectionne, les étudie et les reproduit grâce à sa maîtrise du dessin. Quelques années plus tard, il intègre la Faculté de pharmacie de Paris où il suit les cours et les herborisations du botaniste Adolphe Chatin (1813-1901). En parallèle, il visite les galeries de botanique du Muséum national d'histoire naturelle de Paris pour enrichir sa culture botanique. Après avoir obtenu son diplôme de Pharmacien de 1ère classe, il se marie et s'installe avec sa jeune famille dans une pharmacie située au 199 rue Lecourbe à Paris.

### Carrière
Pharmacien à temps plein, il n'en oublie pas la botanique et consacre tout son temps libre à analyser et disséquer des plantes qu'il rapporte de ses excursions. En effet, il pensait que le botaniste devait étudier les plantes sur place et adopter une botanique de terrain. Il souhaite alors apporter sa contribution à l'étude de la flore française en proposant des ouvrages qui serviront aux herborisations.
En 1884, Edmond-Gustave Camus publie son premier ouvrage intitulé Une flore du Nord de la France qui reçoit un prix de l'Académie des sciences. Admirateur de L'Iconographie des orchidées de la région de Nice de Jean-Baptiste Barla, il réalise dès l'année suivante un ouvrage similaire sur les orchidées de l’Île-de-France intitulé L'Iconographie des orchidées des environs de Paris. Dans cet ouvrage, composé de 68 dessins, l'auteur dessine à la main 40 planches qui illustrent un nombre important d'orchidées et notamment des variétés hybrides. Il explique avoir « entrepris l'œuvre laborieuse de former douze exemplaires de l'Iconographie en dessinant et peignant douze fois les quarante planches de grandeur naturelle qui la composent ». Il continue son travail sur les orchidées en établissant sa première Monographie des Orchidées de France en 1894. De plus, la même année il collabore à La Flore de France de Georges Rouy, célèbre ouvrage qui identifie toutes les espèces et familles de végétaux vivant sur le territoire français ; et fonde la Société pour l'étude de la Flore française, qui deviendra 3 ans plus tard la Société pour l'étude de la Flore franco-helvétique. On retrouve dans cette société de grands noms de la botanique tels que Hippolyte Coste, Robert Buser et Julien Foucaud. Pendant 22 ans, Edmond-Gustave Camus dirige la Société et assure la rédaction du Bulletin dans lequel il publie de nombreuses notes.
En 1901, il publie dans le Bulletin des Sciences pharmacologiques un travail intitulé Les Plantes médicinales indigènes dans lequel il fait connaître certaines espèces officinales du Codex.
En parallèle, le botaniste participe à l'organisation de plusieurs congrès, dont le Congrès international de botanique de Paris en 1900 et devient Vice-président de la Société botanique de France. Il prend alors la décision définitive d'arrêter sa carrière de pharmacien en 1908 pour se consacrer entièrement à la botanique et au domaine de la recherche, en s'appuyant régulièrement sur l'herbier du Muséum national d'histoire naturelle. La même année, il étend son domaine de compétence sur les orchidées à l'échelle internationale : Edmond-Gustave Camus voyage, observe les orchidées du monde entier et publie sa Monographie des orchidées de l'Europe, de l'Afrique septentrionale, de l'Asie Mineure et des provinces russes transcaspiennes, avec ses collaborateurs Paul Bergon et Paul Henri Lecomte pour la partie taxonomique, et ses filles Aimée et Blanche pour la partie anatomique. Ce volume de 484 pages, accompagné d'un atlas de 32 planches, sera enrichi d'une Iconographie des Orchidées d'Europe et du Bassin méditerranéen, éditée par sa fille Aimée Antoinette Camus en 1929 et complétée d'un volume de textes et de planches supplémentaires.
Ses voyages l'amènent à découvrir d'autres espèces végétales et à entreprendre une étude sur la flore de l'Indochine, et plus particulièrement sur les bambous qu'il examine avec intérêt. En 1913, il publie ses résultats dans la monographie intitulée Les Bambusées dans laquelle il décrit les espèces connues à ce jour et consacre le dernier chapitre à la culture et aux diverses utilisations des bambous.

### Décès et postérité
Pendant la Grande Guerre, Edmond Camus succombe à une maladie le 22 août 1915 à l'âge de 63 ans.
Il laisse comme héritage une large contribution relative à la connaissance des orchidées et autres plantes, de par ses descriptions et ses publications étalées sur 30 ans de carrière. Son Iconographie des Orchidées d'Europe et du Bassin méditerranéen est le manifeste d'un grand nombre d'orchidologues contemporains. De plus, aidé de sa principale collaboratrice et fille Aimée Antoinette Camus, il offre à travers ses publications une vraie qualité d'interprétation anatomique.
Si les éloges post-mortem semblent être discrets, certains botanistes ont souhaité rendre hommage à leur défunt confrère ainsi qu'à sa fille en leur dédiant des noms de genres ou espèces. Les Camus ont consacré leur vie à la botanique et leurs travaux leur confèrent une autorité légitime sur la discipline.

## Principaux travaux

### En orchidologie

#### Nomenclature de l'orchidée

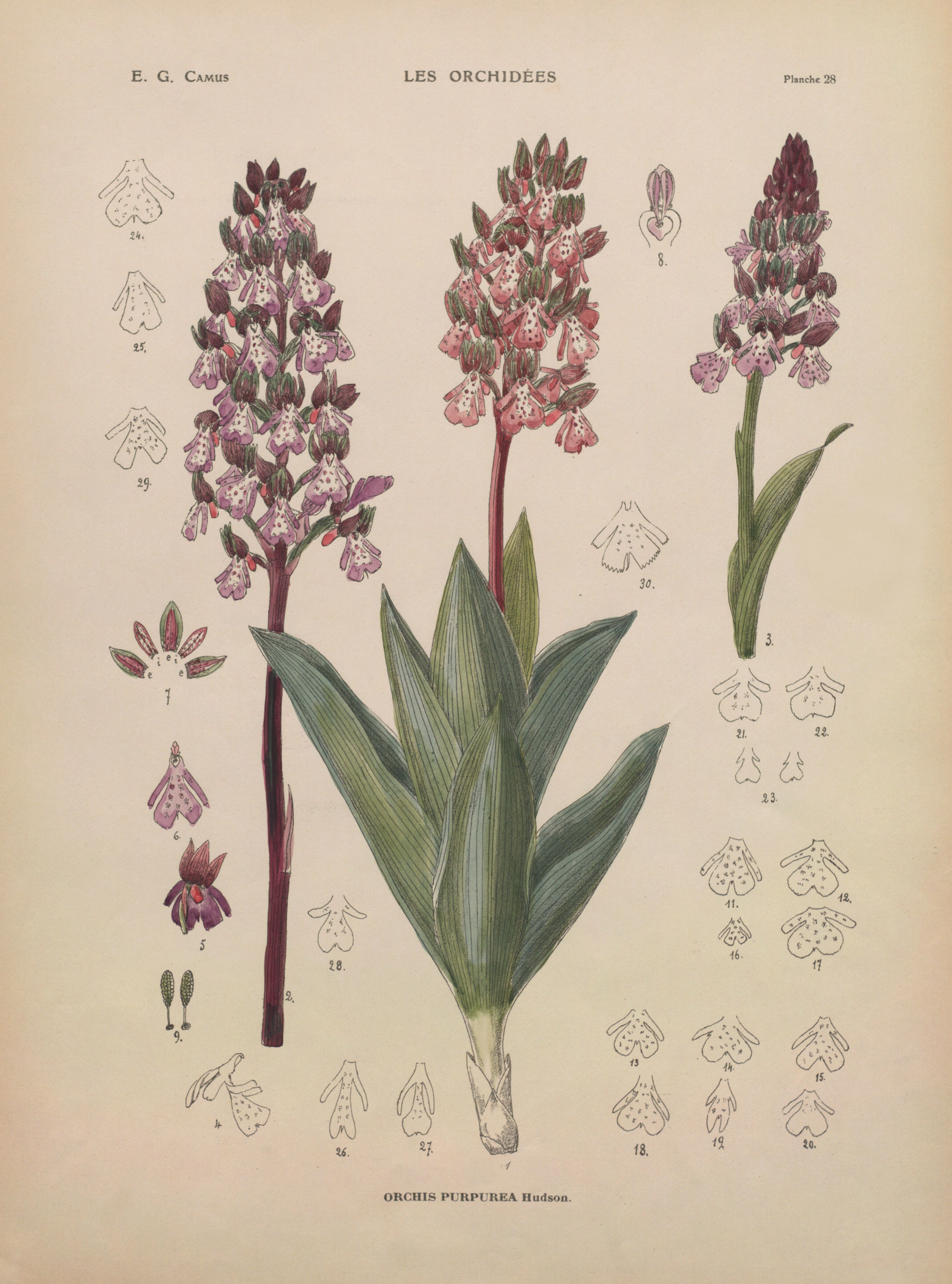
Orchis Purpurea Hudson.

Les recherches botaniques de Edmond-Gustave Camus font partie des plus grandes références en matière d’orchidologie. Ses prospections menées en France, en Europe Occidentale et dans une grande partie du monde, témoignent de cette démarche scientifique qui consiste à décrire, nommer et dessiner les variétés d’orchidées sauvages observées sur le terrain. Dès 1900, Charles de Flahaut apostrophe le Congrès international de botanique sur l’imbroglio qui règne en matière de nomenclature des plantes. Ce besoin de « mettre de l’ordre dans l’expression des faits phytogéographiques » semble avoir été entendu par Edmond-Gustave Camus. Ses publications témoignent d’ailleurs de l’importance primordiale qu’il accorde à cet enjeu scientifique de l’indexation. Au-delà de l’érudition savante dont font preuve ses travaux, il s’agit surtout d’acter un système typologique permettant de désigner les nouveaux genres et espèces d’orchidées hybrides. Edmond-Gustave Camus reprend ainsi la classification élaborée par Masters et Rolfe qui consiste à associer systématiquement le nom de la variété aux parents supposés.
Dans le cas d’une hybridation dite « bigénérique », le premier terme de la nomenclature désigne le genre de l’orchidée qui se construit d’après une terminologie fondée sur les deux genres parentaux, auquel l’on ajoute le nom de l’espèce. De cette manière, le croisement de deux genres d’orchidées, tel que orchis laxiflora et serapias neglecta se nomme l’Orchis[s]erapias triloba. En revanche, lorsqu’il est question d’un croisement entre espèces d’orchidée, Edmond-Gustave Camus parle alors d’hybride « intergénérique ». C’est-à-dire que deux orchidées serapias – appartenant au même genre – donnent naissance à une orchidée « spécifique ». Ainsi, la serapias lingua croisée avec la serapias neglecta, est surnommée la serapias meridionalis.
En définitive, l’œuvre complète de Edmond-Gustave Camus n’abrite pas moins d’une centaine d’orchidées hybrides, nouvellement nommées d’après ce procédé taxinomique. Bien que la nomenclature ait évolué au niveau de sa forme syntaxique ; la plupart des botanistes emploient, encore aujourd’hui, ce système de classement pour parler des croisements d’orchidées, entre genre et espèce.

#### Démarche scientifique, technique et méthode d'analyse
L’originalité de la nomenclature de Edmond-Gustave Camus réside également dans la démarche scientifique qui a été posée sur le sujet. En effet, la majeure partie de ses découvertes sont le fruit d’un travail collectif réalisé avec l’aide de son collaborateur Paul Bergon. Mais pas seulement, puisque cette passion pour la botanique échoit également à sa fille Aimée Antoinette Camus, qui l’accompagne dans la plupart de ses déplacements.

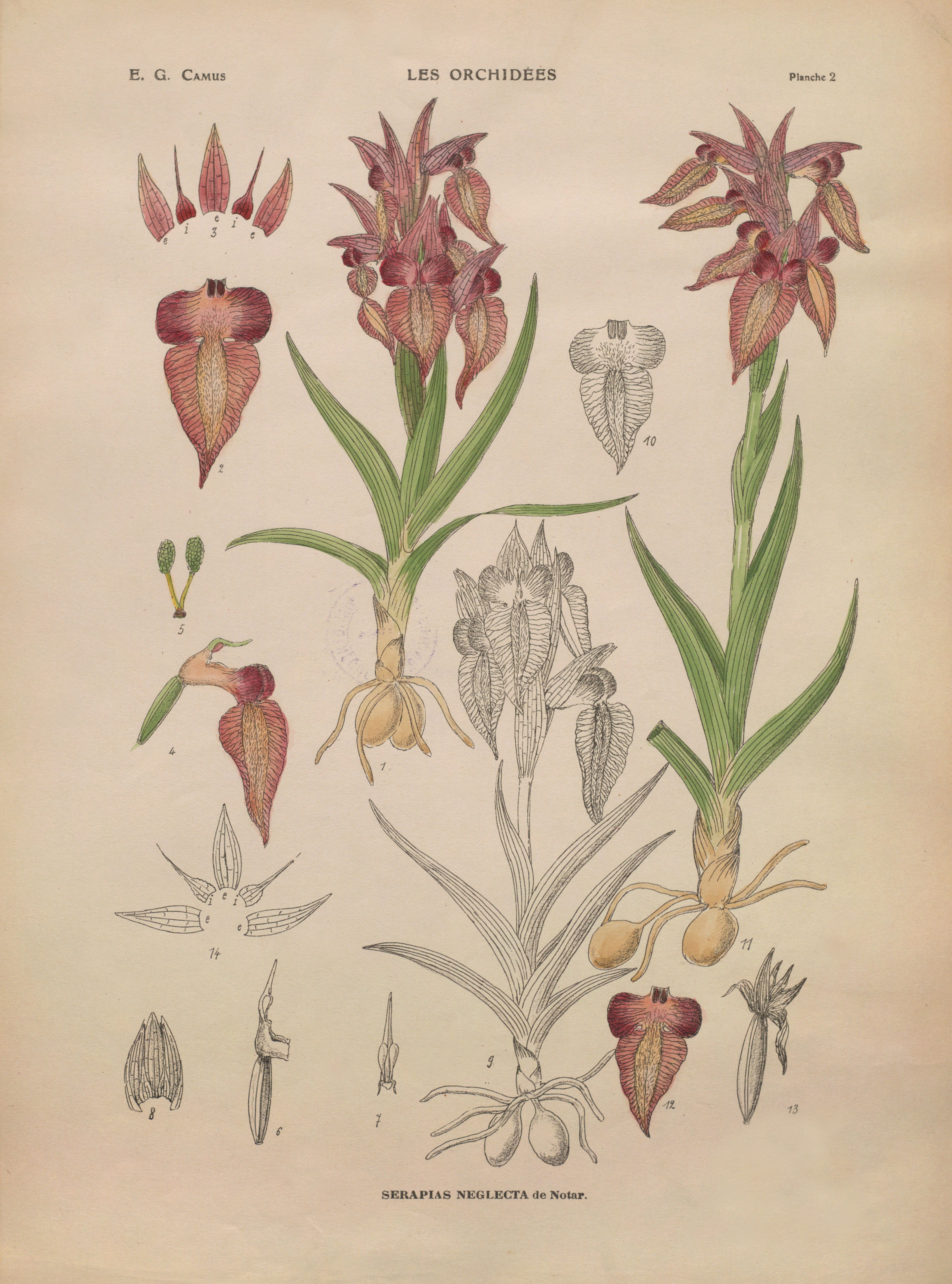
Serapias Neglecta de Notar.

L’objectif principal est de recenser les nouvelles espèces d’orchidées. Pour ce faire, il reproduit à la main le dessin d’une orchidée. La réalisation d’une esquisse devient alors le moyen d’enregistrer les données glanées sur le terrain. Une fois mis au propre, les dessins sont édités à l’échelle 1 (soit grandeur nature) dans un premier volume. Edmond-Gustave Camus fait preuve d’une grande maîtrise technique dans la réalisation des planches dessinées. Mais ce résultat stylistique n’aurait jamais été autant apprécié sans l’analyse complémentaire faite par Aimée Antoinette Camus à propos de l’anatomie des orchidées. Car bien souvent, les œuvres iconographiques de Edmond-Gustave Camus sont réalisées avec la collaboration de sa fille Aimée, également reconnue pour ses compétences scientifiques en matière de botanique, comme le confirment les prix décernés par l’Académie des sciences. Finalement, ces planches dessinées témoignent de l’usage d’un système de numérotation qui renvoie à une légende textuelle contenue dans un volume subsidiaire. Ce deuxième tome offre la possibilité au lecteur de comprendre l’anatomie de l’orchidée. Au sein du premier livre, l’auteur donne à voir la composition de l’orchidée au travers de dessins qui traitent notamment des organes de la plante ; chacun d’eux est ensuite répertorié au sein des planches de texte, à l’intérieur desquelles il décline les différents termes explicatifs et relatifs à la morphologie de l’orchidée.
En règle générale, Edmond-Gustave Camus procède à une description décroissante de la plante. Il la représente dans son ensemble, c’est-à-dire composée de la feuille, de la fleur et des racines, avant de se concentrer plus spécifiquement sur la hampe florale, soit l’inflorescence. Ensuite, son talent de dessinateur laisse place à l’expertise du botaniste, puisqu’il dresse une coupe sous plusieurs angles de la corolle, soit la zone de la fleur composée de l’ensemble de ses pétales. Selon les orchidées, il choisit de représenter un ou plusieurs labelles de l’inflorescence, c’est-à-dire le pétale supérieur de la corolle qui rend compte d’une forme et d’une couleur, qui varient selon les cas étudiés. En regard, il dresse un panorama du calice, soit plus exactement les sépales qui constituent l’enveloppe extérieure de la fleur, généralement située sur la partie inférieure de la corolle. Une fois parvenu à ce stade de l’analyse, il aborde en détail l’organe sexuel de la fleur – qu’il nomme comme étant le « gynostème » – puisque ce dernier est compris dans l’enveloppe protectrice formée par les sépales (calice). Il conclut son travail en proposant une description séparée de l'androcée (organe mâle) et du gynécée (organe femelle) de la plante, afin de mieux entrevoir les caractéristiques morphologiques permettant, à terme, l’hybridation des genres et des espèces de l’orchidée.

### Sur l'étude des bambous
Dans le cadre de ses voyages, Edmond-Gustave Camus découvre une multitude d'espèces végétales. Il entreprend alors une étude sur la flore de l'Indochine, plus précisément sur les bambous, et décide d'étendre ses recherches à l'Asie et l'Océanie. Face au manque de documentation et aux renseignements incomplets, il réalise un ouvrage complet sur les bambous pour faciliter les recherches des botanistes et leur éviter des difficultés auxquelles il a été confronté. Dans cet ouvrage intitulé Les Bambusées et publié en 1913 en deux volumes, Edmond-Gustave Camus analyse, décrit et illustre les 485 bambous connus à l'époque.

#### Constitution d'un socle scientifique sur les bambous
En se documentant sur les bambous, Edmond-Gustave Camus se confronte à plusieurs écueils dont celui de retrouver les descriptions originales qui n'étaient pas conservées ou de remanier certains ouvrages de botanique incomplets. Il effectue alors un travail considérable de regroupement des documents pour les réunir dans sa monographie. En outre, il les complète avec les résultats de ses recherches.
Edmond-Gustave Camus prend le parti d'adopter des groupements pour respecter les affinités naturelles et proposer un classement plus simplifié des espèces. S'il n'a pas pu observer les 485 espèces de bambous connues à son époque, il s'est cependant aidé des textes des auteurs pour les décrire précisément. Il offre un atlas de dessins à l'encre de 260 espèces à la fin de son ouvrage, dont les 101 planches illustrent des espèces n'ayant jamais été iconographiées. Edmond-Gustave Camus choisit de privilégier un dessin schématique, plus que scientifique, pour une meilleure compréhension.

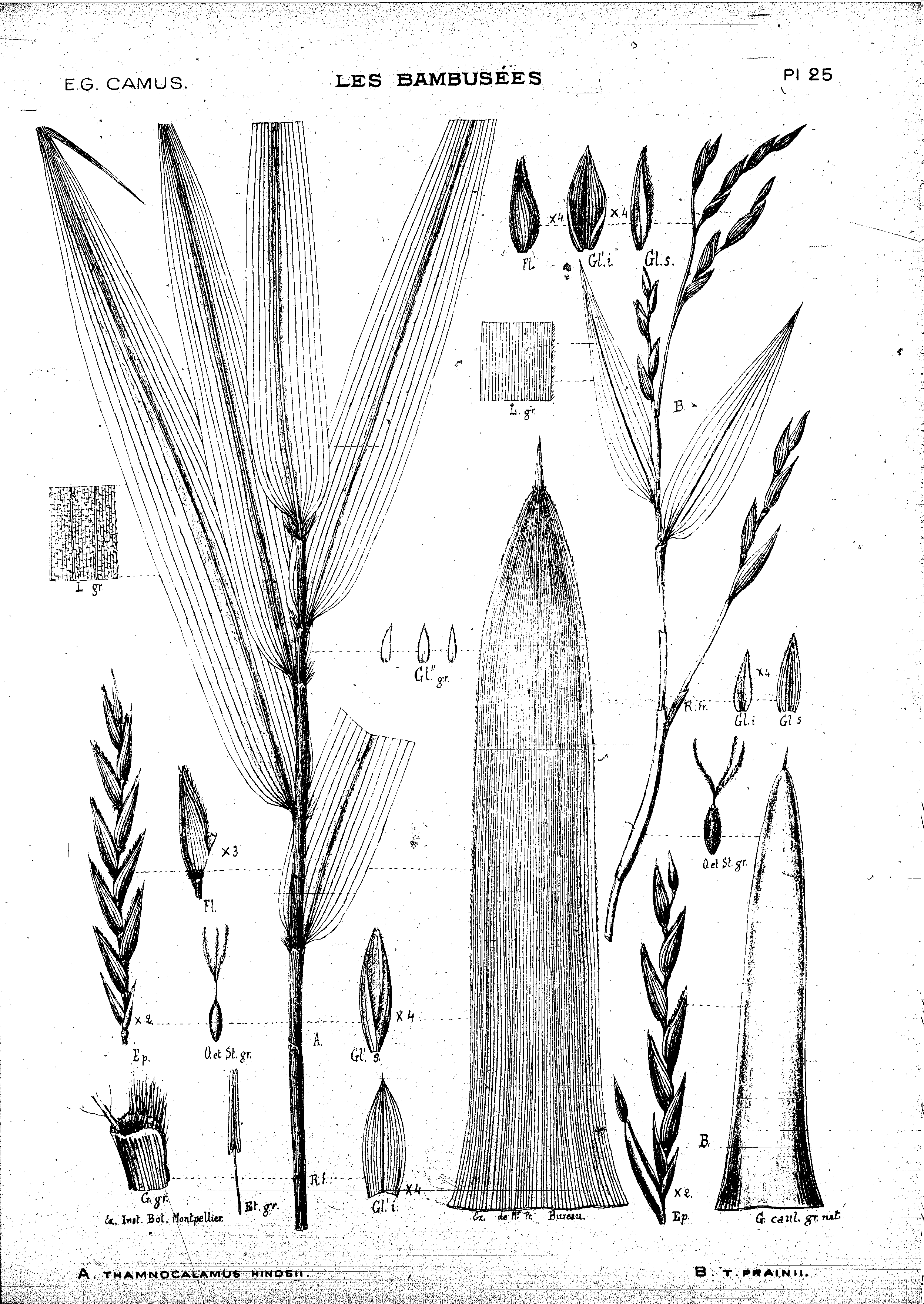
Thamnocalamus Hindsii et T. Prainii

#### Classification des genres, espèces et variétés
Après une préface et un avant-propos qui permettent de comprendre sa démarche, l'auteur expose la monographie complète des Bambusées, avec un tableau analytique des genres et une description des genres, espèces et variétés. Figurent ensuite les généralités sur les Bambusées sous un angle biologique. Puis, il explicite la notion de culture avec une liste des bambous cultivés en Europe et en Algérie ainsi que les usages que chacun en fait. Dans cette partie, Edmond-Gustave Camus témoigne des erreurs d'interprétations faites sur l'origine des bambous et de leurs conséquences. Il prodigue des conseils pour une culture féconde de ces plantes. Il précise les diverses utilisations des bambous et les choix des espèces à cultiver. L'auteur laisse également à disposition une table générale alphabétique des noms de genres, espèces et variétés, ainsi qu'une liste des territoires où des cultures de bambous ont été créées. L'ouvrage se termine avec l'atlas des 101 planches qui illustrent ses descriptions.
Cet ouvrage, de par ses nombreuses descriptions et ses dessins schématiques, a une vocation pédagogique et s'adresse aux futurs auteurs d'ouvrages botaniques. Les botanistes accèdent à un socle de connaissances qui contribue aux recherches effectuées sur les bambusées. Ce travail de mise à disposition d'outils et de conseils pour les botanistes permet ainsi, grâce à l'étude globale sur les bambous, de valoriser la botanique.

### Espèces classifiées
Edmond-Gustave Camus était spécialisé dans l'étude des orchidées européennes et de leurs hybridations naturelles. Il a décrit et reclassé plusieurs espèces portant son abréviation dans leur nom : 
- Ophrys apifera × Ophrys holoserica = Ophrys × albertiana E.G.Camus 1891
- Anacamptis pyramidalis × Orchis ustulata = × Anacamptorchis fallax. E.G.Camus 1892
- Cephalanthera damasonium × Cephalanthera longifolia = Cephalanthera × schulzei E.G.Camus, Bergon & A.Camus 1908
- Aceras × Orchis = × Orchiaceras E.G.Camus
- Aceras anthropophorum × Orchis mascula = × Orchiaceras orphanidesii E.G.Camus 1908
- Anacamptis pyramidalis × Orchis fragans = × Anacamptorchis simorrensis E.G.Camus 1908
- Coeloglossum viride × Dactylorhiza sambucina f. rubra = × Dactyloglossum elongatum E.G.Camus 1908

## Publications
Liste non exhaustive des publications de Edmond-Gustave Camus :

### Ouvrages
- Edmond-Gustave Camus, Guide pratique de botanique rurale, à l'usage des botanistes, des étudiants en pharmacie, en médecine, des élèves des Facultés des sciences et des gens du monde, Paris, J. Lechevalier, 1884, 180 p..
- Edmond-Gustave Camus, Iconographie des Orchidées des environs de Paris, 1885.
- Edmond-Gustave Camus, Catalogue des plantes de France, de Suisse et de Belgique, Paris, Jacques Lechevalier, 1888, 325 p. (lire en ligne).
- Edmond-Gustave Camus, FOUCAUD Julien et ROUY Georges, Flore de France : Description des plantes qui croissent spontanément en France, en Corse et en Alsace-Lorraine, vol. 14, Paris, Asnières : G. Rouy, coll. « Deyrolle », 1893-1913, 264 p. (lire en ligne).
- Edmond-Gustave Camus, Monographie des orchidées de France, Paris, Paul Lechevalier, 1894, 130 p..
- Edmond-Gustave Camus et CAMUS Aimée, Classification des saules d'Europe et monographie des saules en France, vol. 2, Paris, J.Mersch, 1904-1905, 386 p..
- Edmond-Gustave Camus, Monographie des orchidées de l'Europe de l'Afrique septentrionale, de l'Asie Mineure et des provinces russes transcaspiennes, vol. 1, Paris, Paul Lechevalier, 1908 (lire en ligne), p. 484.
- Edmond-Gustave Camus et CAMUS Aimée, Florule de Saint-Tropez et de ses environs immédiats, Paris, Paul Lechevalier, 1912, 38 p. (lire en ligne).
- Edmond-Gustave Camus, Bambusées : Monographie-biologie-culture-principaux usages, Paris, Paul Lechevalier, 1913, 215 p. (lire en ligne).
- Edmond-gustave Camus, Les fleurs des prairies et des pâturages, vol. 1, Paris, Paul Lechevalier, 1914, 125 p. (lire en ligne).
- Edmond-Gustave Camus, Iconographie des orchidées d'Europe et du Bassin méditerranéen, vol. 2, Paris, Paul Chevalier, 1929, 708 p. (lire en ligne)

### Articles
- Edmond-Gustave Camus, « Note sur les "Orchis militaris" L., "Purpurea" Huds., "Simia" Lamk, leurs variétés et leurs hybrides dans la flore parisienne », Bulletin de la Société botanique de France,‎ 1885.
- Edmond-Gustave Camus, « Note sur les "Primula" des environs de Paris », Bulletin de la Société botanique de France,‎ 1890, p. 171-176.
- Edmond-Gustave Camus, « Plantes récoltées à Morcles (canton de Vaud) et à la montagne de Fully (Valais) », Bulletin de la Société botanique de France,‎ 1890, p. 311-322.
- Edmond-Gustave Camus, « Le Genre "Ophrys" dans les environs de Paris », Bulletin de la Société botanique de France,‎ 1891, p. 39-45.
- Edmond-Gustave Camus, « Étude sur le genre "Cirsium" dans les limites de la flore des environs de Paris », Bulletin de la Société botanique de France,‎ 1891, p. 103-107.
- Edmond-Gustave Camus, « Liste de plantes recueillies dans la vallée du Sausseron », Bulletin de la Société botanique de France,‎ 1892, p. 79-82.
- Edmond-Gustave Camus, « Les Aconits à fleurs jaunes de la flore de France », Bulletin de la Société botanique de France,‎ 1896, p. 516-518.
- Edmond-Gustave Camus, « Le genre "Lappa", dans la flore française », Bulletin de la Société botanique de France,‎ 1897, p. 61-63.
- Edmond-Gustave Camus, « Statistique sommaire des faits d'hybridité constatés dans l'étendue de la flore européenne », Revue des travaux scientifiques,‎ 1897.
- Edmond-Gustave Camus, « Orchidées hybrides ou critiques du Gers », Bulletin de la Société botanique de France,‎ 1898, p. 433-465.
- Edmond-Gustave Camus, « Statistique ou catalogue des plantes hybrides spontanées de la flore européenne », Journal de botanique, vol. 12,‎ 1898, p. 91-103 (Biodiversity Heritage Library, consulté le 16 mai 2023). Suite : volume 12, p. 155-174, 265-280, 316, 330-332 ; volume 13 (1893), p. 287-292, 317-324, 325-326 ; volume 14 (1900), p. 12-28, 29-32 ; volume 17 (1903), p. 137-140, 141-150, 354-356, 357-363 (inachevé).
- Edmond-Gustave Camus, « Les Plantes médicinales indigènes », Bulletin des sciences pharmacologiques,‎ 1901, p. 49-57.
- Edmond-Gustave Camus, « Notes floristiques sur la chaîne des Aravis et les environs de La Clusaz », Revue savoisienne,‎ 1902.
- Edmond-Gustave Camus, « Note sur une monstruosité d'origine parasitaire du "Salix hippophaefolia" Thuill. », Bulletin de la Société botanique de France,‎ 1902, p. 70-71.

### Ouvrages
- Edmond-Gustave Camus, Bambusées : Monographie-biologie-culture-principaux usages, Paris, Paul Lechevalier, 1913, 215 p. (lire en ligne).
- Edmond-Gustave Camus (préf. Henri Lecomte), Iconographie des orchidées d'Europe et du bassin Méditerranéen, 1929 (lire en ligne), Notice biographique sur Edmond-Gustave Camus
- Sébastien Lesne, Les orchidées sauvages de Paris, 2008, 21-23. (lire en ligne)

### Revues
- Pierre Julien, « La bibliothèque de travail d'un pharmacien botaniste », Revue d'Histoire de la Pharmacie Vol. 94, n° 332,‎ 2001, p. 541 (lire en ligne)
- Pierre Jacquet, « Panorama historique de la découverte des orchidées sauvages de France », Publications de la Société Linnéenne de Lyon Vol. 61,‎ 1992, p. 121‑155 (lire en ligne)
- Guy Devaux, « Les Orchidées et le pharmacien Edmond-Gustave Camus », Revue d'Histoire de la Pharmacie Vol. 94, n° 350,‎ 2006, p. 248‑249. (lire en ligne)
- Bulletin de l'Association française de Botanique, Tome I, The University of Chicago, 1898 (lire en ligne)